# Wild Dances
Wild Dances este titlul piesei muzicale cu care Ruslana a câștigat Eurovision 2004. În același an, piesa muzicală a fost lansată pe piața muzicală din toată lumea. Pe 15 iunie 2004 , single-ul Wild Dances s-a situat pe locul 1 în chart-ul Ultratop 50 și a rămas pe locul 1 pentru 10 săptămâni consecutive, fiind cea mai mare performanță reușită de un câștigător al Eurovisonului după ABBA.
- Muzica : Ruslana
- Versuri : Olexandr Ksenofontov

## Clasamente
| Single        | Chart                                | Vârf |
| ------------- | ------------------------------------ | ---- |
| "Dîki tanți"  | Ucraina Ukrainian Airplay            | 1    |
| "Dîki tanți"  | Ucraina Ukraine Top 20               | 1    |
| "Wild Dances" | Belgia Belgian Flanders Ultra Top 50 | 1    |
| "Wild Dances" | Ucraina Ukrainian Airplay            | 1    |
| "Wild Dances" | Ucraina Ukrainian Top 20             | 1    |
| "Wild Dances" | Grecia Greek Top 50                  | 1    |
| "Wild Dances" | Turcia Turkey Singles Chart          | 2    |
| "Wild Dances" | Rusia Russia top 20                  | 6    |
| "Wild Dances" | Suedia Swedish Top 60                | 8    |
| "Wild Dances" | Europe Top 50                        | 16   |
| "Wild Dances" | Finlanda Finnish Singles Chart       | 20   |
| "Wild Dances" | Elveția Swiss Singles Top 100        | 24   |
| "Wild Dances" | Belgia Belgian Wallonie Ultra Top 50 | 25   |
| "Wild Dances" | Țările de Jos Dutch Singles Chart    | 30   |
| "Wild Dances" | Letonia Latvia Singles Chart         | 36   |
| "Wild Dances" | Germania German Top 100              | 40   |
| "Wild Dances" | Austria Austrian Singles Top 75      | 43   |
| "Wild Dances" | RomâniaRomanian Top 100              | 44   |
| "Wild Dances" | Irlanda Ireland Singles Top 50       | 44   |
| "Wild Dances" | Regatul Unit UK Official Top 75      | 47   |